# Guzzini Challenger 2007
Il Guzzini Challenger 2007 è stato un torneo di tennis facente parte della categoria ATP Challenger Series nell'ambito dell'ATP Challenger Series 2007. Il torneo si è giocato a Recanati in Italia dal 23 al 29 luglio 2007 su campi in cemento.

## Vincitori

### Singolare
Wang Yeu-tzuoo ha battuto in finale  Andrej Golubev con il punteggio di 6–3, 3–6, 6–4

### Doppio
Fabio Colangelo /  Serhij Stachovs'kyj hanno battuto in finale  Xin-Yuan Yu /  Zeng Shaoxuan con il punteggio di 1–6, 7–6(3), [10–7]